# Ottla Kafka

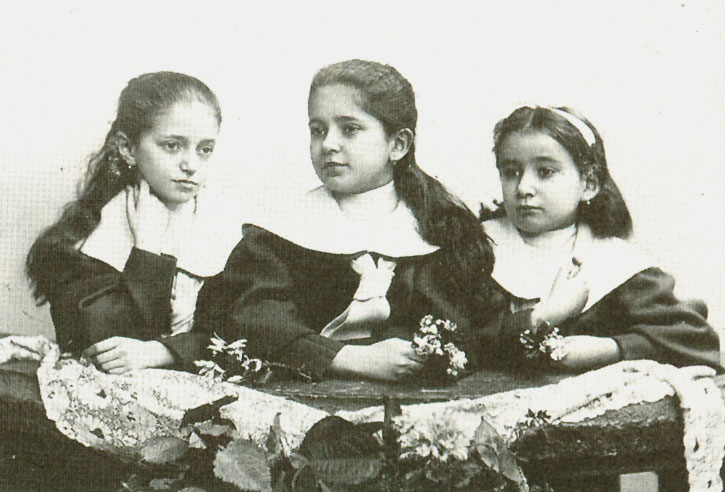
Surorile lui Franz Kafka: Valli, Elli, Ottla (de la stânga la dreapta)

Ottilie „Ottla” Kafka (n. 29 octombrie 1892, Praga, Austro-Ungaria – d. 7 octombrie 1943, Lagărul de exterminare Auschwitz-Birkenau, Germania Nazistă) a fost sora cea mai tânără a lui Franz Kafka. Sora lui preferată, ea a fost, probabil, cea mai apropiată rudă și l-a susținut moral în momentele dificile. Corespondența lor a fost publicată în Scrisori către Ottla.

## Biografie

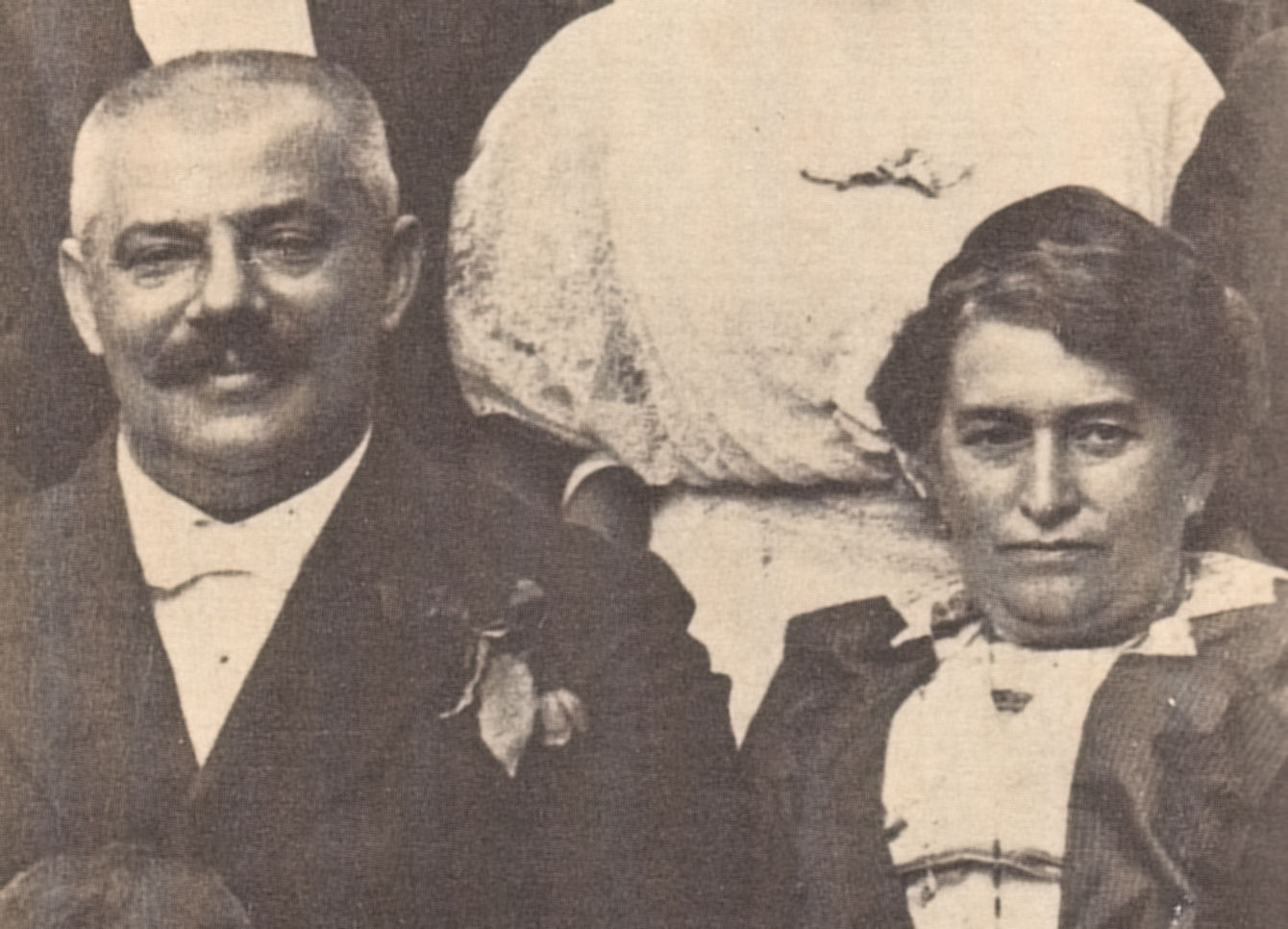
Hermann și Julie Kafka

Ottilie, numită Ottla de familia ei, s-a născut la Praga, pe atunci parte a Imperiului Austro-Ungar, într-o familie de evrei așkenazi din clasa de mijloc. Tatăl ei a fost omul de afaceri Hermann Kafka (1852-1931), iar mama ei, Julie (1856-1934), a fost fiica lui Jakob Löwy, un berar din Poděbrady. Ea a avut trei frați: Franz, Gabriele („Ellie”) (1889-1944) și Valerie („Valli”) (1890-1944). Ottla a fost sora preferată a lui Franz. Ea a fost o confidentă apropiată (enge Vertraute), iar Franz a numit-o unbeschadet der Liebe zu den anderen, die bei weitem liebste (fără a aduce atingere dragostei pentru ceilalți, cea care este de departe cea mai iubită). El a ajutat-o să urmeze studii la o școală agricolă. Ea a trăit și a lucrat la ferma agricolă a cumnatului ei, Karl Hermann, din satul Zürau (azi satul Siřem din comuna Blšany) aflat în vestul Boemiei. În anii 1916-1917 a locuit împreună cu Franz într-o casă de pe Alchimistengasse nr. 22 (actuala Zlatá ulička) din Praga, oferindu-i fratelui ei un refugiu în care el a putut scrie mai multe povestiri. Franz a locuit, de asemenea, la ferma lui Hermann din septembrie 1917 până în aprilie 1918, când începuse deja să sufere de tuberculoză. În această perioadă el a scris Die Zürauer Aphorismen (Aforismele de la Zürau).
În iulie 1920, Ottla s-a căsătorit cu cehul catolic Joseph David, împotriva voinței tatălui ei. Fiicele lor Věra și Helene s-au născut în 1921 și 1923. Franz Kafka le-a privit crescând până când a murit în iunie 1924. Mariajul nu a fost fericit, iar soții au divorțat în august 1942. Ottla și-a pierdut astfel protecția împotriva persecuției la adresa evreilor.
La fel ca mulți alți evrei din Praga, Ottla și surorile ei au fost deportate în perioada celui de-al Doilea Război Mondial de către naziști. Elli și Valli au fost trimise cu familiile lor în ghetoul Łódź, unde au murit. Ottla a fost trimisă în lagărul de concentrare de la Theresienstadt. Pe 7 octombrie 1943 Ottla a însoțit voluntar un grup de copii la Auschwitz, unde a fost ucisă la scurt timp după aceea.

## Moștenire
Corespondența dintre Franz și Ottla Kafka s-a păstrat și a fost publicată pentru prima dată în 1974 de Hartmut Blinder și Klaus Wagenbach și apoi în limba engleză, cu titlul Scrisori către Ottla. În ianuarie 2011 s-a anunțat că scrisorile originale urmau să fie vândute ca pachet la o casă de licitații din Berlin. Arhiva de Literatură Germană din Marbach spera să poată să le achiziționeze cu sprijin financiar din partea sectorului privat; în aprilie 2011 Arhiva de la Marbach, împreună cu Biblioteca Bodleiană de la Oxford, au dobândit această corespondență. Ei au mulțumit moștenitorilor Ottlei pentru disponibilitatea lor de a vinde corespondența înainte de licitație, precum și celor care și-au adus aportul la strângerea fondurilor necesare, inclusiv unui donator generos care a cerut să rămână anonim.